# Juan Carlos Arcq Guzmán
Juan Carlos Arcq Guzmán (ur. 17 października 1966 w Monterrey) – meksykański duchowny katolicki, w latach 2020–2024 biskup pomocniczy Monterrey, biskup Tacámbaro od 2024.

## Życiorys

### Prezbiterat
Święcenia kapłańskie otrzymał 15 sierpnia 1997 i został inkardynowany do archidiecezji Monterrey. Był m.in. dyrektorem archidiecezjalnego centrum formacji misyjnej, prefektem seminarium w Monterrey oraz jego rektorem.

### Episkopat
17 października 2020 papież Franciszek mianował go biskupem pomocniczym archidiecezji Monterrey, ze stolicą tytularną Milevum. Sakry udzielił mu 17 grudnia 2020 arcybiskup Rogelio Cabrera López.
8 czerwca 2024  ten sam papież mianował go biskupem diecezji Tacámbaro. 